# Krayenberggemeinde
Krayenberggemeinde – gmina w Niemczech, w kraju związkowym Turyngia, w powiecie Wartburg. Powstała 31 grudnia 2013 z połączenia dwóch gmin: Dorndorf oraz Merkers-Kieselbach, które stały się automatycznie jej dzielnicami.